# Сателлайт (Флорида)
Сателлайт (англ. Satellite Beach) — місто (англ. city) в США, в окрузі Бревард штату Флорида. Населення — 11 226 осіб (2020).

## Географія
Сателлайт розташований за координатами 28°10′43″ пн. ш. 80°35′58″ зх. д. / 28.17861° пн. ш. 80.59944° зх. д. (28.178733, -80.599402). За даними Бюро перепису населення США в 2010 році місто мало площу 11,11 км², з яких 7,56 км² — суходіл та 3,55 км² — водойми.

## Демографія
Згідно з переписом 2010 року, у місті мешкало 10 109 осіб у 4283 домогосподарствах у складі 2928 родин. Густота населення становила 910 осіб/км². Було 4953 помешкання (446/км²).
Расовий склад населення:
| - 92,9 % — білих - 2,0 % — чорних або афроамериканців - 1,8 % — азіатів - 0,3 % — корінних американців |

До двох чи більше рас належало 2,2 %. Частка іспаномовних становила 5,8 % від усіх жителів.
За віковим діапазоном населення розподілялося таким чином: 20,6 % — особи молодші 18 років, 59,1 % — особи у віці 18—64 років, 20,3 % — особи у віці 65 років та старші. Медіана віку мешканця становила 46,4 року. На 100 осіб жіночої статі у місті припадало 94,4 чоловіків; на 100 жінок у віці від 18 років та старших — 92,8 чоловіків також старших 18 років.
Середній дохід на одне домашнє господарство становив 88 919 доларів США (медіана — 65 000), а середній дохід на одну сім'ю — 101 052 долари (медіана — 78 872). Медіана доходів становила 55 948 доларів для чоловіків та 46 944 долари для жінок. За межею бідності перебувало 3,7 % осіб, у тому числі 4,6 % дітей у віці до 18 років та 1,7 % осіб у віці 65 років та старших.
Цивільне працевлаштоване населення становило 4562 особи. Основні галузі зайнятості: освіта, охорона здоров'я та соціальна допомога — 25,4 %, науковці, спеціалісти, менеджери — 15,5 %, роздрібна торгівля — 11,3 %, фінанси, страхування та нерухомість — 9,9 %.

## Уродженці
- Амія Майлі (* 1990) — американська порноакторка.